# Køge Boldklub
Il Køge Boldklub (o anche abbreviato Køge BK), è una società calcistica con sede a Køge, in Danimarca. Dopo gravi problemi economici, che l'hanno portata alla bancarotta, la sua prima squadra milita attualmente nella Sjællandsserien Serie 3, l'ottava divisione nazionale.

## Storia
Fondata nel 1927, la squadra del Køge Boldklub ha vinto 2 titoli nazionali.
La prima affermazione in campionato, che risale al 1954, risulta anche essere la prima vittoria di una squadra al di fuori di Copenaghen.
Il secondo titolo arriva 21 anni dopo, nel 1975. In virtù di quest'ultima affermazione, i bianconeri hanno avuto la possibilità di giocare un'edizione della Coppa dei Campioni, dove hanno affrontato i tedeschi occidentali del Bayern Monaco; come da pronostico, la qualificazione è andata ai ben più quotati bavaresi.
| Stagione | Torneo             | Turno      | Nazione                   | Club          | Andata | Ritorno | Totale |
| -------- | ------------------ | ---------- | ------------------------- | ------------- | ------ | ------- | ------ |
| 1976-77  | Coppa dei Campioni | Sedicesimi | Germania Ovest (bandiera) | Bayern Monaco | 0-5    | 1-2     | 1-7    |

A partire dal febbraio 2007, il Køge BK ha cercato di effettuare una fusione con un'altra squadra di Køge, l'Herfølge Boldklub, ma a causa di una scadenza non rispettata, la Federazione danese ha bloccato la fusione.
Il 6 febbraio 2009 la società dichiara bancarotta, e con effetto immediato la squadra di calcio viene estromessa dal campionato di 1. division (seconda serie nazionale); tutte le 15 partite rimanenti vengono omologate 0-3 a tavolino.
Il 14 marzo 2009 avviene la fusione con l'Herfølge Boldklub; l'unione va a formare la nuova squadra dell'HB Køge, che si decide vada ad occupare dalla stagione 2009-2010 il posto della migliore classificata tra le due squadre. La migliore è per forza di cose l'Herfølge, che conquista sul campo la promozione alla SAS Ligaen, la massima serie nazionale.

## Palmarès

### Competizioni nazionali
- Campionato danese: 2

1953-1954, 1975
- 1. Division: 3

1960, 1979, 2001-2002

### Altri piazzamenti
- Campionato danese:

Secondo posto: 1951-1952
- Coppa di Danimarca:

Finalista: 1963, 1979